# Aleuroclava trochodendri
Aleuroclava trochodendri là một loài côn trùng cánh nửa trong họ Aleyrodidae, phân họ Aleyrodinae.
Aleuroclava trochodendri được Takahashi miêu tả khoa học đầu tiên năm 1957.